# Charles Yorke

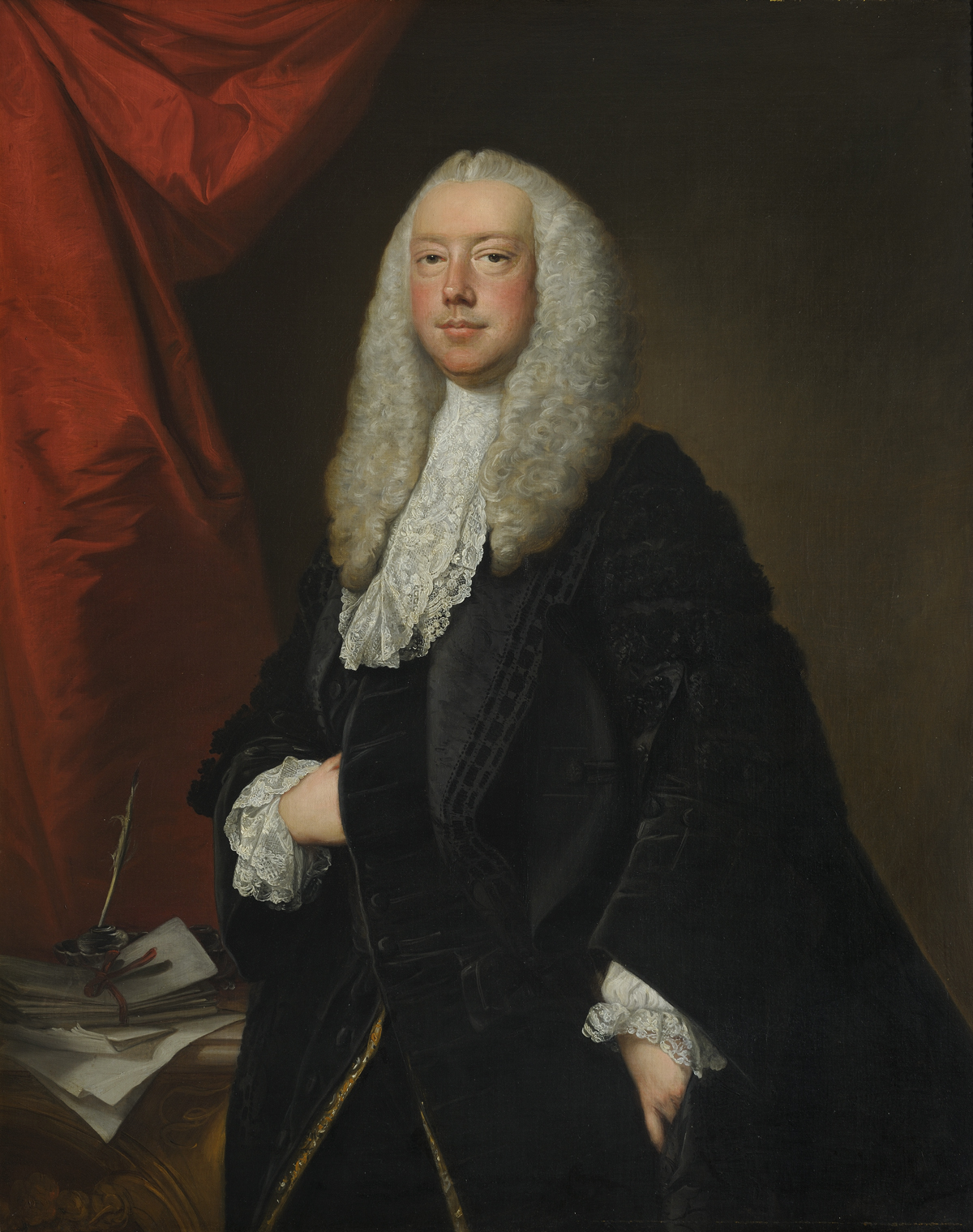
Charles Yorke, Gemälde von Thomas Hudson

Hon. Charles Yorke, PC (* 30. Dezember 1722 in London; † 20. Januar 1770 ebenda) war ein britischer Politiker und für drei Tage Lordkanzler (1770).

## Leben
Charles Yorke war der zweite Sohn des Philip Yorke, 1. Earl of Hardwicke, aus dessen Ehe mit Margaret Cocks. Er studierte ab 1739 am Corpus Christ College der Universität Cambridge. Seine literarischen Fähigkeiten zeigten sich schon früh in der Zusammenarbeit mit seinem Bruder Philip bei den Athenian Letters, einem zweibändigen Werk über die Geschichte und Geographie des antiken Griechenlands. Im Jahr 1745 veröffentlichte er eine Abhandlung über das Gesetz der Verwirkung bei Hochverrat, mit der er die harten Strafen verteidigte, die sein Vater nach der Schlacht von Culloden gegen die schottischen Jakobiten verhängt hatte. Im folgenden Jahr wurde er als Barrister zugelassen.
Da sein Vater zu dieser Zeit Lordkanzler war, erhielt Yorke 1747 eine Anstellung am Court of Chancery und zog als Abgeordneter für das Borough Reigate in Surrey ins Unterhaus des britischen Parlaments ein. Den Sitz tauschte er später gegen den der Universität Cambridge ein. Im Parlament machte er sich schnell einen Namen, wobei eine seiner ersten Reden zugunsten der von seinem Vater initiierten Reform des Ehegesetzes gehalten wurde, die zum Marriage Act 1753 führte. 1750 wurde er zum Fellow der Royal Society gewählt.
1751 wurde Yorke Berater der Ostindien-Kompanie und 1756 zum Solicitor-General ernannt, eine Position, die er auch unter William Pitt, 1. Earl of Chatham beibehielt, für dessen Außenpolitik er sich stark einsetzte.
1761 trat er mit Pitt zurück, wurde aber 1762 Generalstaatsanwalt unter dem neuen Premierminister Lord Bute. Er behielt dieses Amt bei, als George Grenville Premierminister wurde, und beriet die Regierung in der North-Briton-Affäre, in der John Wilkes die Rede des Königs zur Parlamentseröffnung stark kritisiert hatte. Yorke weigerte sich, die Schmähschrift als Hochverrat zu bezeichnen, sondern nannte sie lediglich eine Ordnungswidrigkeit. Im darauf folgenden November trat er von seinem Amt zurück. Er widerstand Pitts Versuch, ihn in ein Bündnis gegen das Ministerium, das er verlassen hatte, zu ziehen, und vertrat in einer Rede, die Horace Walpole in den höchsten Tönen lobte, die Auffassung, dass sich das parlamentarische Privileg nicht auf Fälle von Verleumdung erstreckte, obwohl er mit Pitt in der Verurteilung des Prinzips allgemeiner Haftbefehle übereinstimmte. Yorke, der fortan der Rockingham-Partei angehörte, wurde 1764 zum Protokollführer von Dover gewählt, 1765 wurde er erneut Generalstaatsanwalt in der Rockingham-Regierung, deren Politik er maßgeblich mitgestaltete. Er unterstützte die Aufhebung des Stamp Act und drängte auf die gleichzeitige Verabschiedung des Declaratory Act. Seine wichtigste Maßnahme war die Verfassung, die er für die Provinz Quebec ausarbeitete und die nach seinem Rücktritt zum Quebec Act von 1774 wurde.
Als William Pitt und Augustus FitzRoy 1766 an die Macht kamen, legte Yorke sein Amt nieder und nahm in den folgenden vier Jahren kaum an den Parlamentsdebatten teil. Als Charles Pratt 1770 aus dem Amt entlassen wurde, lud ihn FitzRoy ein, dessen Platz als Lordkanzler einzunehmen. Yorke hatte sich jedoch ausdrücklich gegenüber Rockingham und seiner Partei verpflichtet, sich nicht mit FitzRoy zu verbünden, um ins Amt zu kommen. Der König setzte seinen persönlichen Einfluss ein, um Yorkes Skrupel zu überwinden, und warnte ihn schließlich, dass er nie Lordkanzler werden würde, wenn er jetzt ablehnte. Yorke gab der Bitte des Königs nach und wurde am 17. Januar 1770 zum Lordkanzler ernannt und als Mitglied des Privy Council vereidigt. Er begab sich zum Haus seines Bruders, wo er mit den Führern der Opposition zusammentraf, und floh, von Scham über sein Handeln überwältigt, in sein eigenes Haus, wo er drei Tage später am 20. Januar 1770 Selbstmord beging. Das Patent, das ihn als Baron Morden, of Morden in the County of Cambridge, zum erblichen Peer erhob, war bereits ausgestellt worden, seine letzte Handlung bestand jedoch darin, seine Zustimmung zur Versiegelung des Dokuments zu verweigern.

## Ehen und Nachkommen
Charles Yorke war zweimal verheiratet.
In erster Ehe heiratete er am 19. Mai 1755 Katherine Blount Freeman († 1759), mit der er einen Sohn hatte:
- Philip Yorke, 3. Earl of Hardwicke (* 31. Mai 1757; † 18. November 1834).

In zweiter Ehe heiratete er am 30. Dezember 1762 Agneta Johnson, mit der er drei Kinder hatte:
- Charles Philip Yorke (* 12. März 1764; † 13. März 1834), britischer Innenminister;
- Caroline Yorke (* 29. August 1765; † 26. Juli 1818), ⚭ John Eliot, 1. Earl of St. Germans;
- Sir Joseph Sydney Yorke (* 6. Juni 1768; † 5. Mai 1831), Admiral der Royal Navy.